# Kotsovato-Buntbarsch
Der Kotsovato-Buntbarsch (Paretroplus kieneri) ist eine Buntbarschart, die im nordwestlichen Madagaskar vom Einzugsbereich des Mahajamba im Norden bis zu dem des Mahavavy du Sud im Süden vorkommt. Sie wurde nach André Kiener benannt, einem französischen Fischereiwissenschaftler, der in den 1950er und 1960er Jahren zahlreiche Studien in Madagaskar durchführte und dem die Erlangung der Typusexemplare zugeschrieben wird. Die IUCN stuft den Bestand der Art als gefährdet ein.

## Merkmale
Paretroplus kieneri kann eine maximale Standardlänge von 16 cm erreichen, erreicht diese Länge aber selten. Der Rumpf ist seitlich abgeflacht, oval und weniger hochrückig als der vieler anderer Paretroplus-Arten. Der Kopf ist leicht zugespitzt, das Kopfprofil ist gebogen. Der Körper ist mit großen, regelmäßig angeordneten Rundschuppen bedeckt. An den Basen von Rücken- und Afterflosse formen sie schuppige Scheiden. An der Bauchmittellinie sind die Schuppen deutlich kleiner. Die zwei Drittel bis drei Viertel des oberen und unteren Schwanzflossenbereichs sind mit kleinen Schuppen besetzt. Auch die Kiemendeckel sind beschuppt. Die Schnauze ist unbeschuppt. Paretroplus kieneri hat eine gelblich-orange, graue oder olivfarbene Grundfärbung, wobei diese in der Regel eine Kombination dieser Farben einen fleckigen oder gesprenkelten Eindruck ergibt und mit Ausnahme von Paretroplus gymnopreopercularis ist Paretroplus kieneri die einzige Paretroplus-Art mit einer fleckigen Färbung. Je nach Region ist die Färbung etwas unterschiedlich. Der Rücken ist normalerweise etwas dunkler, manchmal aber genauso getönt wie Flanken und Bauch. Kopf und Flossen sind häufig grau, dunkelgrau oder dunkelbraun und grau gesprenkelt. Senkrechte Streifen auf den Flanken fehlen stets und sind auch bei Jungfischen nicht vorhanden. Jungfische unter einer Standardlänge von 7,5 cm sind gold-braun gesprenkelt. Die Sprenkelung der Jungfische hat die Form großer welliger Flecken und ist viel gröber als die feine Sprenkelungen der ausgewachsenen Tiere.
- Flossenformel: Dorsale XVIII–XX/13–15, Anale IX–XI/11–12.
- Schuppenformel: SL 33–40.
- Wirbel: 15 + 17, 15 + 18, 16 + 16, 16 + 17.[1]

## Lebensweise
Der Kotsovato-Buntbarsch lebt sowohl in Flüssen als auch in Seen und Überschwemmungsflächen. Wie alle Paretroplus-Arten ist die Art ein Allesfresser, der sich vor allem von wasserbewohnenden Wirbellosen und allerlei pflanzlichem Material ernährt und ein Substratlaicher der eine Elternfamilie bildet.

## Gefährdung
Die Weltnaturschutzunion stuft die Art als gefährdet ein. Zu ihren Bedrohungen zählen Überfischung und Habitatverlust. Vor allem im Lac Kinkony wurden Kotsovato-Buntbarsche und P. dambabe durch Überfischung stark degradiert. Die Fischerei dort und in den umgebenden Seen ist ein bedeutender Wirtschaftssektor. Zudem sind für einheimische Buntbarsche eingeführte Arten wie Tilapiini und Asiatische Schlangenkopffische (Channa) eine allgemeine Bedrohung. Schutzgebiete, in denen der Kotsovato-Buntbarsch vorkommt, sind der Nationalpark Ankarafantsika und die Complexe Zones Humides Mahavavy Kinkony. Die Art wird zudem in mehreren Zoologischen Gärten in Europa gehalten, darunter auch in Deutschland.